# Karana similis
Karana similis là một loài bướm đêm trong họ Noctuidae.